# تپه سرچیا۱
تپه سرچیا۱ مربوط به دوره اشکانیان - دوره ساسانیان - سده‌های ۴ تا ۹ ه‍.ق است و در شهرستان کوهدشت، بخش طرهان، ۳۰۰ متری جنوب غربی شهر گراب واقع شده و این اثر در تاریخ ۲۸ اسفند ۱۳۸۵ با شمارهٔ ثبت ۱۸۳۱۵ به‌عنوان یکی از آثار ملی ایران به ثبت رسیده است.